# Эккер, Гай
Гай Фредерик Эккер порт. Guy Frederick Ecker (9 февраля 1959, Сан-Паулу, Бразилия) — бразильско-американский актёр, сделавший карьеру в мексиканском кинематографе.

## Биография
Родился 9 февраля 1959 года в Сан-Паулу в семье Боба и Марион Эккер. Семья из США отправилась на отдых в Бразилию, и там будущий актёр появился на свет. После рождения, родители возвратились в США Был третьим ребёнком в семье, также имеет братьев и сестёр: Джона, Эве, Эми и Лию. Владеет тремя языками: португальским, испанским и английским, вследствие чего снимался фактически во многих странах Латинской Америки и даже в США. Поступил и спустя 5 лет окончил Техасский университет. Большой вклад актёр сделал в развитие мексиканского кинематографа, снявшись в 2001 году в телесериале «Страсти по Саломее» в роли Хулио Монтесино, после чего стал известен во многих странах мира и в РФ, где указанный телесериал с успехом прошёл в 2004 году на телеканале ТВ Центр. Номинирован 9 раз на четыре различные премии: ACE, TVyNovelas/Колумбия, TVyNovelas/Мексика и Premios People en Español. В итоге победил в трёх номинациях (по одной победе трёх первых премий). Всего принял участие в 19 работах в кино и телесериалах.

## Личная жизнь
Гай Эккер был женат дважды:
- Первой супругой актёра была американская актриса, певица, телеведущая и продюсер Ниа Пиплз, которая вышла замуж четвёртый раз. Она повторила судьбу своих предыдущих браков — супруги развелись.
- Второй супругой актёра является Эстела Сайнс, этот брак оказался настолько крепким и прочным, супруга подарила актёру двоих детей.

## Фильмография

### Мексика

#### Телесериалы телекомпанииTelevisa
- 1998 — Ложь — Деметрио Асунсоло.
- 2001-02 — Страсти по Саломее — Хулио Монтесино.
- 2006 — Раны любви — Алехандро Луке Буэнавентура.
- 2013-14 — Моя любовь навсегда (ремейк популярного телесериала Моя вторая мама) — Артуро де ла Рива (Хуан Антонио Мендес Давила в исполнении Энрике Нови в старой версии).

### Колумбия

#### Телесериалы
- 1993 — Кофе с ароматом женщины — Себастьян Валехо Кортес.
- 1996 — Крестьянка — Гельмут Гейденберг.

### Венесуэла

#### Телесериалы телекомпанииVenevicion
- 2010-11 — Ева Луна (совм. с США) — Даниэль Вильянуэва.
- 2011-12 — Страстное сердце (совм. с США) — Армандо Маркано.
- 2012 — Росарио (совм. с США) — Алехандро Монтальбан.

### США

#### Телесериалы свыше 2-х сезонов
- 2003-08 — Лас Вегас (5 сезонов) — детектив Луис Перес.

#### Фильмы
- 1986 — Дьявол носит белое — Коле Арчер.
- 1989 — Ночной террор — Рик.
- 1990 — Рождённый убивать — Гай#1.
- 2002 — Недоброжелательный — Восс.
- 2006 — Отважные — Роберт Кинг.

##### Видеофильмы
- 1986 — Кровавые деньги — Колеман Арчер.